# Botka Jenő
Névedi Botka Jenő László Oszkár (Kéttornyúlak, 1857. augusztus 14.–Pápa, 1921. november 12.), kéttornyúlaki földbirtokos, Pápa városi képviselője, a pápai Katholikus Kör elnöke, pápai városi esküdt, a Pápai és Vidék Kaszinó háznagya, pápai templomatya, a pápai Polgári Ápolda gondnoka.

## Élete

### Családja és származása
Az ősrégi nemesi származású névedi Botka családnak a sarja. Apja névedi Botka Imre (1824–1879), földbirtokos, anyja nedeczei Nedeczky Emma (1833–1866). Az apai nagyszülei névedi Botka János (1795–1843), földbirtokos, és nedeczei Nedeczky Franciska (1803–1882) voltak. Az anyai nagyszülei nedeczei Nedeczky Lajos (1800–1841), Zala vármegye helyettes alispánja, főszolgabíró, földbirtokos és nemeskéri Kiss Emma (1813–1856) voltak. Botka Jenőnek az apai nagybátyjai: névedi Botka János (1828–1908), 1848-as honvédszázados, a keszthelyi 48-as párt díszelnöke, a kapornaki járás alszolgabírója, földbirtokos, valamint névedi Botka Mihály (1823–1871) országgyűlési követ, Zala vármegye alispánja, földbirtokos. Botka Jenő fivére: névedi Botka Mihály (1854–1891), megyebizottsági tag, kéttornyúlaki földbirtokos; két leánytestvére: névedi Botka Johanna (1849–1888), akinek a férje kisjeszeni és megyefalvi Jeszenszky Tivadar (1844–1929), földbirtokos és megyebizottsági tag, valamint névedi Botka Hermina (1855–1937), akinek a férje kisjeszeni és megyefalvi Jeszenszky Lehel (1848–1920), földbirtokos.
Kéttornyúlakon született, Pápán végezte a középiskolát és Keszthelyen a gazdasági akadémiát. Kéttornyúlaki földbirtokán gazdálkodott, majd ezt eladva, Pápán telepedett le. Pápa városi képviselője lett, illetve több városi tisztséget töltött be ottani két évtizedes tartózkodása alatt is.

### A pápai Katholikus Kör
1897 februárjában a pápai Katholikus Kör tartotta meg az első tisztválasztó közgyűlését a Griff szálloda nagytermében. Egyhangú felkiáltással választották meg a tisztviselőket, amelyek közül Botka Jenő lett a kör háznagya. 1899. február 26-án tartotta meg rendes közgyűlését, amelyen Botka Jenőt ismét háznaggyá választották. 1903. február 15-én a kör a közgyűlését tartotta és Botka Jenőt a Pápai Katholikus Kör elnökévé választotta. 1909. február 21-én Botka Jenő elnök őszinte köszönetet mondott a kör 6 éven át tapasztalt bizalmáért és kijelentette, hogy állásáról visszavonhatatlanul lemondott. 1910. november 18-án páratlanul lelkes, bensőséges ünnepség játszódott le a Katholikus Körben. Botka Jenőt ünnepelték a tiszteletnek és nagyrabecsülésnek igaz érzésével, a szeretetnek őszinte melegségével. Az akkori újságban azt írták, hogy "Mikor másfél évvel ezelőtt lemondott az elnökségről, azt írtuk róla búcsúzóul: »Nyugodtan elmondhatja, hogy jó harcot harcolt. Az ő elnöksége alatt lett a Kath. Kör Pápa városának legelső irodalmi és társas-körévé. Önzetlen, tiszta jellemű, egyeneslelkű, tetőtől-talpig gavallér elnök, odaadó, fáradhatatlan munkás, ki saját szakadatlan tevékenységével adott jó példát a tisztikarnak.« Vissza akart vonulni. Hiába tartóztattuk, elhatározását nem tudtuk megmásítani. De azért továbbra is buzgó, hűséges tagja maradt a Körnek. Nem csoda. Hiszen ott volt a kör bölcsőjénél s évről-évre fokozódó szeretettel figyelte fejlődését, páratlan agilitással segítette elő a felvirágzását. El sem is tudna tőle szakadni. S mikor néhány hónappal ezelőtt úgy látszott, hogy válság fenyegeti a Kath. Kört, ezt a szívünkből fakadt, szívünkhöz nőtt intézményt, ismét csak Botka Jenő kipróbált hűségéhez, törhetetlen energiájához folyamodtunk, hogy friss vérkeringést vigyen a Kör életébe. Meghajolt a választmány akarata előtt, újra ő lett az elnök. S ma már elsimultak a megrázkódtatás okozta hullámverések – a Kath. Kör újra a régi, imponáló egységgel halad nemes célja felé!". Ezután Botka Jenő a Katholikus Kör ügyvezető elnöke lett néhány évig. 1910. novemberében Botka Jenő A kath. kör ügyvezető elnöke névünnepe elő-estélyén megtiszteltetésben részesült; mintegy 70 tag jelenlétében, társas-vacsorával kapcsolatban leleplezték az arcképét, melyet dr. Luttor volt pápai káplán festett.
1901-re pápai rendes esküdtre választották. A 1908. június 2-án kezdődő esküdtszéki ülésszakra Pápáról, a pápai közjárásból szolgálattételre behívott rendes városi esküdtek közül Botka Jenő volt az egyik. 1912. március 15-én az alispán Botka Jenő pápai lakost Pápa székhellyel hordójelző-hitelesítőnek kinevezte.

### A Pápai és Vidék Kaszinó
A pápai Kaszinó rendes közgyűlése 1904-ben választmányi taggá választotta Botka Jenőt és minőségben, 1905-ben, 1906-ban is erősítették meg. A Pápai és Vidéki Kaszinó 1907. április 28-án tartotta alakuló közgyűlését. A tagok élénk érdeklődése mellett lefolyt gyűlésen a kaszinó a miniszterileg jóváhagyott alapszabályok szerint végleg megalakult több mint 3 év intézkedés után. Botka Jenőt a kaszinó gazdává választották. E tisztségben 1908-ban erősítették meg. Évekkel később, 1917. szeptember 16-án a pápai Kaszinó rendes közgyűlése Botka Jenőt ismét háznaggyá választotta; ebben a tisztségben 1920. február 1-jén a rendes közgyűlés megerősítette.

### Egyéb tisztségei
A bíboros megyéspüspök megbízásából dr Rédey Gyula, püspökhelyettes Botka Jenő templomatyának a pápa római katolikus iskolaszék által történt megválasztását jóváhagyta és nevezettet e tisztségében megerősítette. Az új templomatyának ünnepélyes hitvallás-letételére az esperes fehérvasárnapját, 1915. április 11-én zajlott, amikor is a nagymise alatt Botka Jenőt installálták.
1912-ben már Botka Jenő a pápai polgári ápolda gondnokaként is szolgált.
1919-ben a pápai polgári ápolda gondnoki állására ismét Botka Jenőt kérték fel.

## Házassága és gyermekei
1884. október 21-én Pápán, Botka Jenő feleségül vette a római katolikus pápai polgári származású Schneider Etelka (Pápa, 1867. december 8.–Pápa, 1942. szeptember 9.) kisasszonyt, akinek a szülei Schneider Lipót (1820–1894), pápai városi és megyebizottsági tag, malomtulajdonos, és Schlosser Katalin (1836–1892) voltak. Botka Jenőné Schneider Etelka egyetlen leánytestvére Schneider Szidónia (1857–1936), akinek a férje Grósz Ede (1848–1928) pápai molnár volt. Botka Jenő és Schneider Etelka frigyéből született:
- dr. Botka István József Imre (Pápa, 1885. november 19. – Zirc, 1930. augusztus 1.), jogász, veszprémmegyei főszolgabíró.[40] Felesége: Hannig Gizella.
- Botka Emma Gizella Matild (Pápa, 1886. december 15. –Balatonkenese, 1957. december 24.).[41] Férje: deákszászi Szászy Béla (Vértesszőlős, 1873. február 11. – Zalaegerszeg, 1958. március 7.), főerdész.[42]
- Botka Ilona Vilma Janka (Pápa, 1888. május 13. –). Férje: dr. vámosi Saáry Tibor (Veszprém, 1883. január 10.–Badacsony, 1927. augusztus 7.) ügyvéd.[43]
- Botka József Sándor Ede (Pápa, 1890. május 1. – Székesfehérvár, 1952. június 12.), huszáralezredes. Felesége: lukanényei Luka Mária (Budapest, 1896. október 22.–Budapest, 1976. május 28.) kisasszonyt,[44][45]
- Botka Elemér Nepomuk János Jenő (Pápa, 1893. május 18. –Pápa, 1969. március 17.) gyógyszerész, OTI aligazgató.[46][47] Felesége: Antalik Katalin (Érsekújvár, 1888. március 12. –Budapest, 1971. március 16.)
- Botka Valéria Gizella Rózsa (Pápa, 1901. szeptember 19. –)